# Ciclismo nos Jogos Olímpicos de Verão de 2020 - Velocidade por equipes masculino
A prova de velocidade por equipes masculino do ciclismo nos Jogos Olímpicos de Verão de 2020 ocorreu em 3 de agosto de 2021 no Velódromo de Izu, em Izu, Shizuoka. Um total de 26 ciclistas de 8 Comitês Olímpicos Nacionais (CON) participaram do evento.

## Qualificação
Cada Comitê Olímpico Nacional (CON) poderia inscrever uma equipe de três ciclistas na velocidade por equipes. As vagas são atribuídas ao CON, que seleciona os ciclistas. A qualificação se deu inteiramente através do ranking de nações da União Ciclística Internacional (UCI) de 2018–20. Os oito primeiros CONs se qualificaram ao evento, com essas equipes também recebendo o direito de inscrever dois ciclistas cada na velocidade individual e no keirin.

## Formato
A velocidade por equipes masculino consiste em uma corrida de três voltas (750 metros) entre duas equipes de três ciclistas, começando em lados opostos da pista. Cada membro da equipe deve liderar uma das voltas. O tempo de uma equipe é medido quando o último ciclista termina. Os empates são quebrados pelas parciais da última volta.
Começa com uma qualificação inicial que distribui as equipes para as baterias da primeira fase. A primeira fase compreende corridas frente a frente com base na classificação (1ª contra 8ª, 2ª contra 7ª, etc.). Os vencedores dessas quatro baterias avançam para a disputa de medalhas, com os dois vencedores mais rápidos competindo na final e os dois vencedores mais lentos se enfrentando pelo bronze.

## Calendário
Horário local (UTC+9)
| Data        | Tempo | Fase          |
| ----------- | ----- | ------------- |
| 3 de agosto | 15:58 | Qualificação  |
| 3 de agosto | 16:50 | Primeira fase |
| 3 de agosto | 17:35 | Finais        |

## Medalhistas
|  | NED Países Baixos                                                  |  | GBR Grã-Bretanha                   |  | FRA França                                   |
|  | Roy van den Berg Harrie Lavreysen Jeffrey Hoogland Matthijs Büchli |  | Jack Carlin Jason Kenny Ryan Owens |  | Florian Grengbo Rayan Helal Sébastien Vigier |

## Resultados

### Qualificação
Iniciado as 15:58 locais, as oito equipes inscritas disputam os emparelhamentos de cada bateria para a primeira fase.
| Pos. | CON               | Ciclistas                                         | Tempo  | Notas            |
| ---- | ----------------- | ------------------------------------------------- | ------ | ---------------- |
| 1    | NED Países Baixos | Roy van den Berg Harrie Lavreysen Matthijs Büchli | 42.134 | Recorde olímpico |
| 2    | GBR Grã-Bretanha  | Ryan Owens Jack Carlin Jason Kenny                | 42.231 |                  |
| 3    | AUS Austrália     | Matthew Richardson Nathan Hart Matthew Glaetzer   | 42.371 |                  |
| 4    | FRA França        | Florian Grengbo Sébastien Vigier Rayan Helal      | 42.722 |                  |
| 5    | NZL Nova Zelândia | Sam Dakin Ethan Mitchell Sam Webster              | 43.066 |                  |
| 6    | ROC               | Ivan Gladyshev Denis Dmitriev Pavel Yakushevski   | 43.097 |                  |
| 7    | GER Alemanha      | Timo Bichler Stefan Bötticher Maximilian Levy     | 43.140 |                  |
| 8    | POL Polônia       | Mateusz Rudyk Patryk Rajkowski Krzysztof Maksel   | 43.516 |                  |

### Primeira fase
Iniciado as 16:50 locais, as duas equipes vencedoras com os melhores tempos avançam para a final e as duas equipes vencedoras com os piores tempos para a disputa pelo bronze.
| Pos. | Bateria | CON               | Ciclistas                                          | Tempo  | Notas |
| ---- | ------- | ----------------- | -------------------------------------------------- | ------ | ----- |
| 1    | 4       | NED Países Baixos | Jeffrey Hoogland Harrie Lavreysen Roy van den Berg | 41.431 | Q,    |
| 2    | 3       | GBR Grã-Bretanha  | Jack Carlin Jason Kenny Ryan Owens                 | 41.829 | Q     |
| 3    | 2       | AUS Austrália     | Matthew Glaetzer Nathan Hart Matthew Richardson    | 42.103 | QB    |
| 4    | 1       | FRA França        | Florian Grengbo Rayan Helal Sébastien Vigier       | 42.294 | QB    |
| 5    | 3       | GER Alemanha      | Timo Bichler Stefan Bötticher Maximilian Levy      | 42.733 |       |
| 6    | 2       | ROC               | Denis Dmitriev Ivan Gladyshev Pavel Yakushevski    | 42.915 |       |
| 7    | 1       | NZL Nova Zelândia | Sam Dakin Ethan Mitchell Sam Webster               | 42.978 |       |
| 8    | 4       | POL Polônia       | Krzysztof Maksel Patryk Rajkowski Mateusz Rudyk    | 43.307 |       |

### Finais
Iniciado as 17:35 locais, com as disputas por medalhas e as classificações do quinto ao oitavo lugar.
| Pos.                      | Ciclistas                                          | CON               | Tempo  | Notas            |
| ------------------------- | -------------------------------------------------- | ----------------- | ------ | ---------------- |
| Disputa pelo ouro         |                                                    |                   |        |                  |
| Medalha de ouro           | Jeffrey Hoogland Harrie Lavreysen Roy van den Berg | NED Países Baixos | 41.369 | Recorde olímpico |
| Medalha de prata          | Matthew Glaetzer Nathan Hart Matthew Richardson    | GBR Grã-Bretanha  | 44.589 |                  |
| Disputa pelo bronze       |                                                    |                   |        |                  |
| Medalha de bronze         | Florian Grengbo Rayan Helal Sébastien Vigier       | FRA França        | 42.331 |                  |
| 4                         | Matthew Glaetzer Nathan Hart Matthew Richardson    | AUS Austrália     | 44.013 |                  |
| Disputa pelo quinto lugar |                                                    |                   |        |                  |
| 5                         | Timo Bichler Stefan Bötticher Maximilian Levy      | GER Alemanha      |        |                  |
| 6                         | Denis Dmitriev Ivan Gladyshev Pavel Yakushevski    | ROC               | REL    |                  |
| Disputa pelo sétimo lugar |                                                    |                   |        |                  |
| 7                         | Ethan Mitchell Callum Saunders Sam Webster         | NZL Nova Zelândia | 43.703 |                  |
| 8                         | Krzysztof Maksel Patryk Rajkowski Mateusz Rudyk    | POL Polônia       | 46.431 |                  |